# Euxoa confracta
Euxoa confracta là một loài bướm đêm trong họ Noctuidae.